# Way of the Samurai 2
Way of the Samurai 2 (侍道2 Võ Sĩ Đạo 2) là tựa game hành động phiêu lưu và là phần tiếp theo của Way of the Samurai trên hệ máy PlayStation 2 (PS2) phát hành vào năm 2003. Game được phát hành duy nhất trên hệ máy cầm tay PlayStation Portable tại Nhật Bản vào năm 2009.

## Lối chơi
Người chơi hóa thân thành một rōnin ngã gục trước cổng một thành phố thương nghiệp nổi tiếng nằm trên đảo gọi là Amahara. Ngay sau đó, nhờ sự giúp đỡ của một cô bé đã giúp chàng (hay nàng, tùy thuộc vào sự lựa chọn của người chơi) rōnin lấy lại năng lượng. Kể từ đây, người chơi sẽ bước chân vào cuộc phiêu ly kỳ của một samurai.

## Hệ thống chiến đấu
Hệ thống chiến đấu từ bản đầu tiên Way of the Samurai được giữ lại y nguyên, dù có một số thay đổi nhỏ. Trong số đó gồm có các chiêu thức "phá thế đánh" gần như mọi loại vũ khí, một hệ thống tự vệ/đỡ đòn đơn giản và các kỹ thuật hạ sát đối thủ ngay lập tức.

## Tăng cường chỉ số
Dojima từ phiên bản trước đây cũng có mặt trong phần này, dù không liên quan đến cốt truyện chính. Tại đây ông vẫn đóng vai trò là một thợ rèn để tăng cường chỉ số thanh kiếm của người chơi. Các chỉ số được đơn giản hóa thành:
- Tấn công (Attack): Sức tấn công, tăng/giảm số lượng sát thương gây ra khi đối thủ giao chiến với kiếm
- Phòng thủ (Defense): Sức phòng thủ, tăng/giảm số lượng sát thương chịu đựng khi người chơi bị đối thủ tấn công
- Độ bền (Durability): Sức mạnh của kiếm, làm tăng lượng nhiệt thanh kiếm có thể tạo ra trước khi gãy.
- Chất lượng (Quality): Số lượng nâng cấp còn lại có thể thực hiện.

Ngoài ra, tính năng "Thẩm định" (Appraise) khiến cho thanh kiếm được nâng cấp mạnh hơn. Hiệu ứng này bao gồm thêm vào đòn tấn công, phòng thủ, độ bền, đề kháng lực kiếm, hoặc một sự kết hợp của những thứ trên đây. Tuy vậy, người chơi cần phải đáp ứng những điều kiện nhất định, chẳng hạn như số lượng quân địch bị giết chết. Một số thanh kiếm đặc biệt có thể được thẩm định dựa vào tên tuổi của chúng.

## Soundtrack
Toàn bộ soundtrack nguyên gốc trong game do chính nhà soạn nhạc người Nhật Asakura Noriyuki sáng tác, được phát hành vào ngày 21 tháng 5 năm 2003. Soundtrack này bao gồm 26 bài nhạc ngắn được phát trong game.
Tất cả nhạc phẩm được soạn bởi Asakura Noriyuki.
| STT | Nhan đề                                                       | Thời lượng |
| --- | ------------------------------------------------------------- | ---------- |
| 1.  | "This World - Land of the Chance Meeting"                     |            |
| 2.  | "Vicissitudes"                                                |            |
| 3.  | "Walking About"                                               |            |
| 4.  | "The Valley Between Heaven and Earth - The Shadows of Dreams" |            |
| 5.  | "The Valley Between Heaven and Earth - In the Lonely Night"   |            |
| 6.  | "Reality and Illusions"                                       |            |
| 7.  | "Scattering Seeds of Chivalry"                                |            |
| 8.  | "The Boundaries of Pleasure"                                  |            |
| 9.  | "Vestige of the Age of Gods"                                  |            |
| 10. | "Spirit in Conflict"                                          |            |
| 11. | "A Gentle Bearing"                                            |            |
| 12. | "From the Depths of My Heart"                                 |            |
| 13. | "The Scheme"                                                  |            |
| 14. | "The Sound of Utter Delusion"                                 |            |
| 15. | "A Number of Omens"                                           |            |
| 16. | "Quiet Agony"                                                 |            |
| 17. | "Startling Memory"                                            |            |
| 18. | "Fragmented Thoughts"                                         |            |
| 19. | "Fresh Bonds"                                                 |            |
| 20. | "After All the Worry"                                         |            |
| 21. | "The Whirlpool of Transient Life"                             |            |
| 22. | "A Pure Soul"                                                 |            |
| 23. | "Hope and No Hope, Escape and No Escape"                      |            |
| 24. | "Pressing Forward"                                            |            |
| 25. | "Discovery"                                                   |            |
| 26. | "Souls Bonded and Split"                                      |            |

## Đón nhận
Way of the Samurai 2 đã vấp phải nhiều ý kiến trái chiều từ giới phê bình ngay từ khi phát hành, như GameRankings chấm cho game số điểm là 63.09%, trong lúc Metacritic thì cho số điểm 59/100.